# Romulea longipes
Romulea longipes är en irisväxtart som beskrevs av Rudolf Schlechter. Romulea longipes ingår i släktet Romulea och familjen irisväxter. Inga underarter finns listade i Catalogue of Life.